# Novoaleksandrovsk
Pour la ville de Lituanie anciennement nommée Novoaleksandrovsk en russe, voir Zarasai.
Novoaleksandrovsk (en russe : Новоалександровск) est une ville du krai de Stavropol, en Russie, et le centre administratif du raïon Novoaleksandrovski. Sa population s'élevait à 26 518 habitants en 2020.

## Géographie
Novoaleksandrovsk est située sur la rive droite de la rivière Kalaous, à 77 km (107 km par la route) au nord de Stavropol.

## Histoire
L'origine de Novoaleksandrovsk est la fondation en 1804 du village de Novo-Aleksandrovskoïé par des colons originaires des régions centrales de la Russie. Elle devint la stanitsa cosaque du même nom en 1832. Elle a le statut de ville depuis 1971.

## Population
La population comprend 90,5 pour cent de Russes, 3,2 pour cent d'Arméniens, 2 pour cent de Tsiganes, 1,5 pour cent d'Ukrainiens.
Recensements (*) ou estimations de la population
| 1959*  | 1970*  | 1979*  | 1989*  | 2002*  | 2006   |
| ------ | ------ | ------ | ------ | ------ | ------ |
| 16 541 | 20 680 | 22 692 | 25 759 | 27 315 | 26 729 |

| 2010*  | 2012   | 2013   | 2014   | 2015   | 2016   |
| ------ | ------ | ------ | ------ | ------ | ------ |
| 26 757 | 26 817 | 26 892 | 26 876 | 26 894 | 27 067 |

| 2017   | 2018   | 2019   | 2020   | - | - |
| ------ | ------ | ------ | ------ | - | - |
| 27 009 | 26 997 | 26 761 | 26 518 | - | - |

## Personnalités liées à la commune
- Iouri Touzov (1953-2020), acteur russe.

## Économie
La région de Novoaleksandrovsk cultive les céréales, les légumes, la betterave à sucre, le tournesol. On y pratique également l'élevage (bovins, porcs, moutons) et l'apiculture. L'industrie transforme d'abord les produits de l'agriculture : beurre, bière, viande. La ville possède également quelques industries mécaniques, fabriques de verre, l'usine de confection Vesna (Весна).